# 33 Девы
33 Де́вы (лат. 33 Virginis) — тройная звезда в созвездии Девы на расстоянии приблизительно 143 световых лет (около 43,7 парсек) от Солнца. Возраст звезды определён как около 3,388 млрд лет.

## Характеристики
Первый компонент (HD 111028) — оранжевая звезда спектрального класса K0, или K1III-IV, или K2. Визуальная звёздная величина звезды — +5,663m. Масса — около 1,763 солнечной, радиус — около 4,8 солнечного, светимость — около 8,2 солнечной. Эффективная температура — около 4782 K.
Второй компонент (BD+10 2467) — жёлто-белая звезда спектрального класса F5. Визуальная звёздная величина звезды — +8,74m. Радиус — около 2,02 солнечного, светимость — около 6,274 солнечной. Эффективная температура — около 6305 K. Удалён на 142,4 угловой секунды.
Третий компонент. Орбитальный период вокруг второго компонента — 1255,271 суток (3,4367 года).

## Планетная система
В 2019 году учёными, анализирующими данные проектов Hipparcos и Gaia, у звезды обнаружена планета HIP 62325 b.